# كأس جورجيا 2004–05
كأس جورجيا 2004–05 هو موسم من كأس جورجيا. أشرف على تنظيمه اتحاد جورجيا لكرة القدم، وكان عدد الأندية المشاركة فيه 28، وفاز فيه لوكوموتيف تبيليسي ‏.